# Cardiocondyla pirata
Cardiocondyla pirata is een mierensoort uit de onderfamilie van de Myrmicinae. De wetenschappelijke naam van het geslacht is voor het eerst geldig gepubliceerd in 2013 door Bernhard Seifert en Sabine Frohschammer.
De soort werd gevonden in Los Baños in de Filipijnen.
De werksters vertonen een pigmentatiepatroon dat uniek is bij mieren. Het hoofd heeft een horizontale donkerbruine band ter hoogte van de ogen, die even breed is als de ogen. Boven en onder die band is er geen pigment en lijkt het hoofd wit. De naam pirata verwijst naar deze donkere band over het oog, die doet denken aan de ooglap waarmee zeerovers vaak worden afgebeeld.